# فیلیپ خوری هیتی
فیلیب خوری هیتی (انگلیسی: Philip Khuri Hitti، عربی: فيليب خوري حتي)، (زاده ۲۲ ژوئن ۱۸۸۶ در شملان - درگذشته ۲۴ دسامبر ۱۹۷۸ در پرینستون) استاد لبنانی-آمریکایی در دانشگاه پرینستون و دانشگاه هاروارد بود. عمده سرشناسی وی در تسلط بر تاریخ عرب و خاورمیانه و تاریخ اسلام بود. همچنین وی متخصص زبان‌های سامی بود و تقریباً به تنهایی رشته عرب‌پژوهی را در ایالات متحده تأسیس کرد.

## پیشینه
هیتی در یک خانواده مسیحی مارونی، در روستای شملان در ۲۵ کیلومتری جنوب شرقی از بیروت، بالاتر از کوه لبنان در Ottoman متولد شد.

## تحصیلات و حرفه آکادمیک
وی در مدرسه مأموریت Presbyterian در سوق الغرب و سپس در دانشگاه آمریکایی بیروت (AUB) تحصیل کرد. پس از فارغ‌التحصیلی در سال ۱۹۰۸ قبل از انتقال به دانشگاه کلمبیا در دانشگاه آمریکایی بیروت تدریس کرد و در سال ۱۹۱۵ دکترای خود را دریافت کرد و زبانهای سامی را تدریس کرد. پس از جنگ جهانی اول وی به AUB بازگشت و در آنجا تا سال ۱۹۲۶ به تدریس پرداخت. در فوریه ۱۹۲۶ به وی صندلی در دانشگاه دانشگاه پرینستون پیشنهاد شد که وی این سمت را تا زمان بازنشستگی در سال ۱۹۵۴ ادامه داد.>جنگ جهانی دوم، وی از طریق برنامه آموزش تخصصی ارتش (از جمله سفیر آینده راجر پل دیویس) در پرینستون عربی را به نظامیان آموزش داد. هیتی هم استاد ادبیات سامی و هم رئیس گروه زبان‌های شرقی بود. وی پس از بازنشستگی رسمی، شغلی را در دانشگاه هاروارد پذیرفت. وی همچنین در مدارس تابستانی در دانشگاه یوتا و دانشگاه جورج واشینگتن در واشینگتن دی سی تدریس می‌کرد و پس از آن سمت تحقیق در دانشگاه مینه سوتا را عهده‌دار شد.

## نظر در مورد درگیری اعراب و یهود بر سر فلسطین
در سال ۱۹۴۴ در کمیته مجلس نمایندگان ایالات متحده، هیتی در حمایت از این عقیده که هیچ سرزمین یهودی در فلسطین هیچ توجیه تاریخی ندارد، شهادت داد. شهادت وی در پرینستون هرالد تجدید چاپ شد. در پاسخ، آلبرت انیشتین و دوست و همکارش اریش کلر به‌طور مشترک در همان روزنامه با استدلالهای مخالف خود پاسخ دادند. سپس هیتی پاسخی منتشر کرد و انیشتین و کالر با پاسخ دوم خود بحث را در روزنامه پرینستون هرالد به پایان رساندند. در سال ۱۹۴۵ هیتی به عنوان مشاور هیئت عراقی در کنفرانس سانفرانسیسکو که تأسیس سازمان ملل متحد بود. در سال ۱۹۴۶، هیتی اولین شاهد آمریکایی لبنانی-آمریکایی در کمیته تحقیق انگلیس و آمریکا دربارهٔ فلسطین بود. بارتلی کروم، عضو آمریکایی کمیته، به یاد می‌آورد که هیتی … توضیح داد که در واقع موجودیتی به نام فلسطین وجود ندارد - هرگز وجود نداشته‌است. این منطقه از نظر تاریخی بخشی از سوریه بود و «مدارس یکشنبه صدمه بزرگی به ما وارد کرده‌اند زیرا آنها با لکه‌گیری دیوارهای کلاسها با نقشه فلسطین، آنها آن را با یهودیان در ذهن یک آمریکایی و انگلیسی متوسط» مرتبط می‌کنند. .. او ادعا کرد که صهیونیسم تحمیل یک شیوه زندگی بیگانه به عرب هاست که آنها از آن کینه ورزند و هرگز تسلیم آن نخواهند شد.

## آثار مهم
- تاریخ عرب: طولانی
- تاریخ العرب: مختصر
- تاریخ سوریه، لبنان و فلسطین
- لبنان در تاریخ
- سازندگان تاریخ معاصر عرب
- اسلام: سبک زندگی